# Club dieciséis
Club Dieciséis: A 2020 Playlist es el segundo extended play (EP) presentado en el año por el productor de reguetón Tainy. Fue publicado el 18 de diciembre de 2020 a través de los sellos discográficos Roc Nation, Y Entertainment y NEON16, cuenta con las participaciones de Álvaro Díaz, Kris Floyd y Dylan Fuentes junto a invitados como Hozwal, Feid y DaniLeigh.

## Concepto
Luego de la publicación de su primer EP, Tainy y los miembros de NEON16 siguiendo grabando distintas canciones y publicando variados sencillos, como «Agua» y «Un día (One Day)». A esa percepción de unidad dentro del sello discográfico, el concepto del EP fue integrar a otros cantantes y al público a formar parte de un club. Una de las canciones en el EP, «Falta», fue publicado a finales de octubre. Según el productor, la canción fue parte de un anhelo personal de mezclar R&B con el reguetón.
“Quisimos tener un poco de variedad en el proyecto. Van a escuchar ritmos diferentes. Hay reguetón, bien de Puerto Rico, pero también tenemos el trap, que es algo que está ahora mismo; tratamos de jugar con varios de los feelings de la música y sentimientos para que tenga una variedad en cuestión de sonido, que cada uno de los elementos se sienta en conjunto a la vez”.
— Tainy (2020).

## Lista de canciones
| N.º   | Título                             | Escritor(es) | Intérprete(s)               | Duración |  |
| 1.    | «Todas tus amigas están mintiendo» | Ismael Ortiz Bayron / Álvaro Díaz / Dylan Fuentes / Marcos Masis / Gabriel Rodríguez Morales / Félix Ortiz / Gabriel Antonio Cruz Padilla | Álvaro Díaz y Dylan Fuentes | 2:52     |  |
| 2.    | «Gramos»                           | Marcos Masis / Alberto Meléndez / Christopher Ramos / Hozwal Ortiz Vélez                                                                  | Kris Floyd con Hozwal       | 2:46     |  |
| 3.    | «A mí también»                     | Abner Cordero / Álvaro Díaz / Salomón Villada Hoyos / Marcos Masis                                                                        | Álvaro Díaz con Feid        | 2:51     |  |
| 4.    | «Falta»                            | Danielle Curiel / Marcos Masis / Christopher Ramos                                                                                        | Kris Floyd con DaniLeigh    | 3:10     |  |
| 5.    | «La pena»                          | Michael Brun / Kevyn Mauricio Cruz / Dylan Fuentes / Marcos Masis / Alejandro "Sky" Ramírez / Juan Vargas                                 | Dylan Fuentes               | 2:05     |  |
| 13:48 |                                    | |                             |          |  |

Notas
- «Todas tus amigas están mintiendo» contiene un sample de «Te vas» (2007), compuesto por Wise e interpretado por Zion.

## Créditos y personal
Adaptados desde AllMusic.
- Marcos Masis – Artista principal, composición, producción.
- Pablo Batista – A&R.
- Lex Borrero – A&R.
- Dominique Brown – A&R.
- Ivanni Rodríguez – A&R.
- Elijah Marrett-Hitch – Asistente de mezcla.
- Josh Gudwin – Mezcla.
- Angelo Carretta – Grabación.
- Colin Leonard – Ingeniero de masterización.
- Álvaro Díaz – Artista principal, composición.
- Dylan Fuentes – Artista principal, composición.
- Cristóbal Ramos (Kris Floyd) – Artista principal, composición.
- Hozwal Ortiz Vélez – Artista principal, composición.
- Danielle Curiel – Artista principal, composición.
- Salomón Villada Hoyos – Artista principal, composición.
- Kevyn Mauricio Cruz – Composición.
- Gabriel Rodríguez Morales (Gaby Morales) – Composición.
- Félix Ortiz – Composición.
- Gabriel Antonio Cruz Padilla – Composición.
- Juan Vargas – Composición.
- Ismael Ortiz Bayron (Orteez Kenpu) – Composición, producción (1).
- Alberto Meléndez (Albert Hype) – Composición, producción (2).
- Abner José Cordero Boria (Jota Rosa) – Composición, producción (3).
- Michael Brun – Composición, producción (5).
- Alejandro Ramírez – Compositor, producción (5).